# Vitrifikace embryí
Vitrifikace embryí je moderní metoda uchovávání embryí při léčbě neplodnosti metodami asistované reprodukce. Oproti metodám s použitím zmrazení, kdy vznikají ve větší nebo menší míře ledové krystaly, které poškozují buňky, při vitrifikaci ledové krystaly nesmějí vzniknout. Dosahuje se toho kombinací vhodného kryoprotektiva (roztoku obsahujícího velkou koncentraci například sacharózy, dimethylsulfoxidu) a velmi rychlého ochlazení kapičky kryoprotektiva s embryem na teplotu kapalného dusíku (-196 °C). Kapalina s embryem se změní ve vysoce viskózní až sklovitou hmotu (podobnou svými vlastnostmi například pečetnímu vosku), která je nadále uchovávána v tekutém dusíku v zataveném pouzdérku. Před použitím se kapka rychle ohřeje na tělesnou teplotu (devitrifikace) a kryoprotektivum se vymyje kultivačním médiem.
Pokud se vitrifikují embrya na stadiu blastocysty, pravděpodobnost otěhotnění je stejná, jako při transferu čerstvého embrya. Kromě embryí na stadiu blastocysty lze vitrifikovat s velmi dobrými výsledky i neoplozená vajíčka (oocyty) a časná embrya v jakémkoliv stadiu vývoje.